# توکای جزیره‌ای سرسفید
توکای جزیره‌ای سرسفید (نام علمی: Turdus pritzbueri)، که همچنین به عنوان توکای جزیره‌ای وفادار شناخته می‌شود، گونه‌ای از پرندگان گنجشک‌سان از تیرهٔ توکایان (Turdidae) است که در وانواتو و کالدونیای جدید یافت می‌شود. در گذشته، به عنوان یک زیرگونه از توکای جزیره‌ای در نظر گرفته می‌شد، اما در سال ۲۰۲۴ توسط IOC و Clements به عنوان یک گونه متمایز طبقه‌بندی شد.